# アストリア (オレゴン州)
アストリア（英: Astoria）は、アメリカ合衆国オレゴン州の都市。クラトソップ郡の郡庁所在地である。人口は1万0181人（2020年）。
コロンビア川の河口付近に位置する。市名はアメリカ人投資家（にして最初のミリオネア）のジョン・ジェイコブ・アスターの名に由来する。アスターの毛皮貿易会社は1810年、アストリア砦をこの地に設置した。1876年にアストリアはオレゴン州議会の決議を経て市制化した。
コロンビア川南岸にあることから、市内にはアストリア港湾局（Port of Astoria）が管理する深水港がある。市内の主要な交通機関にはアストリア地域空港のほか、幹線道路として国道30号線と国道101号線、また隣接するワシントン州への連絡橋としてコロンビア川を横断するアストリア・メグラー橋がある。

## 歴史

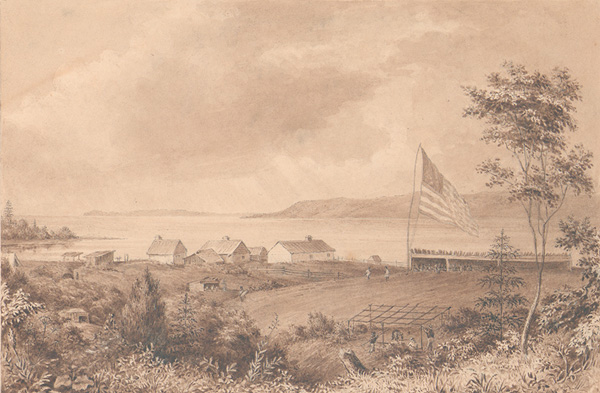
アストリアのメソジスト使節団（1941年）

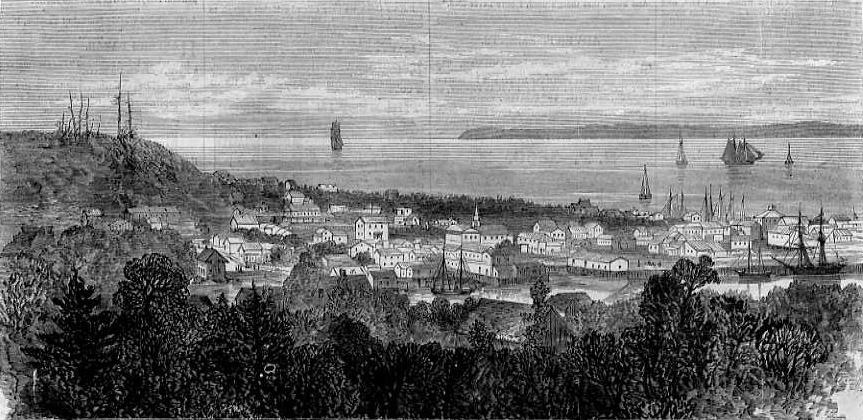
アストリアの風景（1868年）

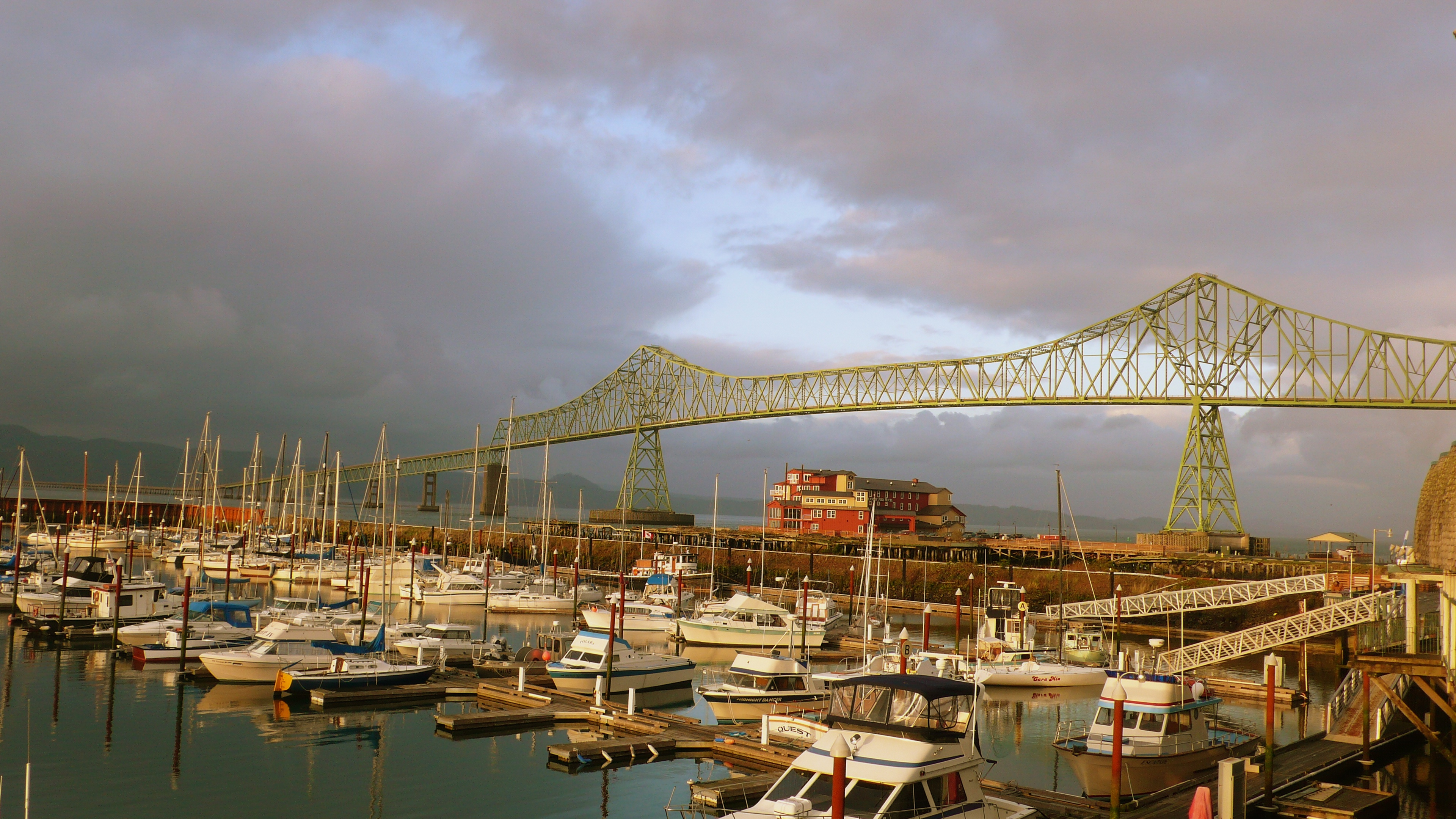
アストリア・メグラー橋

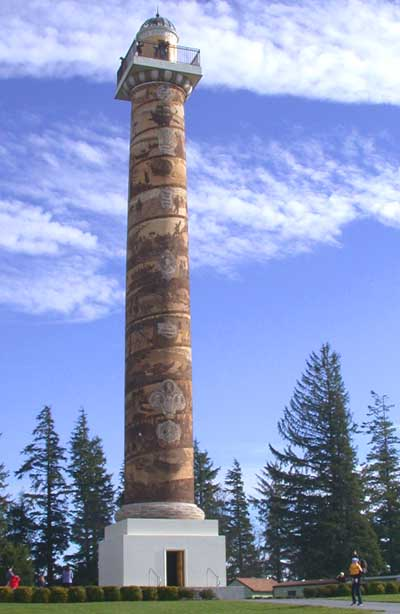
アストリア・コラム

ルイス・クラーク探検隊は1805年から1806年にかけて、クラトソップ砦と呼ばれる現アストリア南西の小さな丸太小屋で越冬した。探検隊は東部に帰還するべく、近くを通りかかった船に助けを乞うことを考えていたが、結局この地で厳寒の冬を過ごした後、往路を遡って東部に帰還した。今日クラトソップ砦は再建され、アメリカ合衆国国家歴史登録財に指定されている。
1810年、ジョン・ジェイコブ・アスターの太平洋毛皮会社はアスター探検隊を派遣し、1811年に北西部毛皮貿易の主要拠点としてアストリア砦を設置した。事実上、これがアメリカ合衆国にとって最初の太平洋沿岸部入植地となった。アストリア砦はアメリカ大陸の開拓における極めて重要な拠点となり、アメリカ合衆国による領土権の確立に大きな影響を与えた。
イギリス人探検家デイヴィッド・トンプソンは、1811年にヨーロッパ人として初めてコロンビア川全長を航行した。トンプソンはコロンビア川河口で、当時は建設中だったアストリア砦に到着した。太平洋毛皮会社の船「トンクィン」が到着した2ヶ月後のことだった。
しかし太平洋毛皮会社は倒産し、アストリア砦と毛皮貿易は1813年、イギリスに売却されることになった。アストリア砦は1818年にアメリカ合衆国に返還されたが、毛皮貿易はその後もイギリスの管理下に置かれ、この状況はオレゴン街道を辿ってやって来たアメリカ人開拓者達が1840年代半ばにアストリアに移り住んでくる頃まで続いた。1818年条約が締結すると、アメリカ合衆国とイギリスによるロッキー山脈分水界西側の共同占有時代が始まった。1846年、オレゴン条約によりオレゴン境界紛争が決着を見ると、イギリスは北緯49度線以南の全領域について領有権の譲歩を承認した。
ワシントン・アーヴィングは当時ヨーロッパで高い名声を誇ったアメリカ人作家であるが、ジョン・ジェイコブ・アスターは彼に近づき、太平洋毛皮会社の3年間の統治時代の物語化を依頼した。アーヴィングはアスターのもとに寄寓する間に『アストリア Astoria』（1835年）を書き上げた。この作品はアメリカ精神におけるアストリア地域の重要性を強調するものであった。アーヴィングの言葉は、毛皮貿易に携わる者は「荒野のシンドバッド」であり、彼らの冒険的事業はアメリカの経済力拡大の足場として内陸側と太平洋側への両拡大に肝要である、と言うものであった。
オレゴン準州が成長し次第に入植者の数も多くなってくると、アストリアはコロンビア川河口の港町として栄えた。コロンビア川は内陸部への移動に適していた。1847年、ロッキー山脈以西で初めての郵便局がアストリアで設立した。1876年、アストリアの共同体は州の決議により市制化した。
アストリアは19世紀後半になると、多くの移民にとって憧れの対象となった。間もなくして、フィンランドを中心とした北欧系と中国系の移民が人口の大半を占めるようになった。フィンランド系移民のほとんどはユニオンタウン（現在のアストリア・メグラー橋の周辺にあたる地域）に定住し漁業を営んだ。中国系移民は缶詰工場の労働者になる傾向があり、中心街または缶詰工場の近くの宿泊小屋で生活する者が多かった。1883年と1922年、アストリア中心街は大火により2度の壊滅を経験した。被害が大きくなった原因の一部として、建築物がほとんど木造であったこと、また沼沢地に杭を打ち込み、その上に中心街が栄えたことなどが挙げられる。第1次の大火の後も建設スタイルの変更は行われず、第2次の大火の際には炎が急速に拡大し、崩壊した道路が水道システムを壊滅させた。取り乱した市民は、最後の手段としてダイナマイトを用いて建築物全体を爆破し、炎の進行を食い止めるほかなかった。
アストリアは1世紀以上に及び通関手続き地として機能し、現在でもコロンビア川下流に広がる盆地で貿易の中心地となっているが、太平洋岸北西部の経済中心としての座はオレゴン州ポートランドとワシントン州シアトルに明け渡して久しい。アストリアの経済は漁業、水産加工業、材木業であった。1945年にはおよそ30の缶詰工場がコロンビア川の近郊に散在していた。1974年にバンブルビー・シーフード社が本社をアストリアから外部へ移転すると、同社はその存在感を次第に薄めていき、1980年にはアストリアに構えていた最後の缶詰工場を閉鎖した。材木業も同様に衰退した。アストリア・プライウッド・ミル社は市内最大の雇用主であったが1989年に閉鎖し、バーリントン・ノーザン・サンタ・フェ鉄道も1996年に運行を休止した。
1966年、アストリア・メグラー橋が開通した。これにより国道101号線全線が開通し、アストリアとワシントン州がコロンビアをはさんで接続された。
今日のアストリアの主要経済は観光、美術の舞台、および軽工業である。1982年に1000万米ドルを費やして防波堤を改善してからは、クルーズ船の立ち寄り地にもなっている。2009年に豚インフルエンザが流行した時は、多くのクルーズ船がメキシコに立ち寄ることを避け、経路を変更してアストリアに停泊した。マンション型客船「ザ・ワールド」は2009年6月にアストリアに立ち寄っている。
アストリアの観光名所には、複製されたクラトソップ砦のほか、高さ125mの塔「アストリア・コラム」がある。アストリア・コラムはアストリアの町を見下ろす丘の頂上にある。内部には螺旋状の階段があり、観光客はこの階段を使って塔の頂上まで上る。塔の頂上ではアストリアの全景のほか、周辺の景色、さらには太平洋に流れ込むコロンビア川を一望することができる。アストリア・コラムは1926年にアスター家により、この地域の初期の歴史を記念して建造された。
1998年以降、フィッシャー・ポエッツ・ギャザリングとよばれる行事が開催されており、芸術に傾倒した多くの漁師がアラスカや太平洋岸北西部から来訪している。この行事は、詩人や歌手が物語を贈り、漁業とそのライフスタイルを讃えるものである。
またアストリアは、アメリカ・サイクリング協会による自転車ツアー「トランスアメリカ・トレイル」の西側の終点でもある。

## 地理と気候
アメリカ合衆国国勢調査局によれば、アストリア市の総面積は27.5 km2(10.6 mi2)である。その内15.9 km2(6.1 mi2)が陸地で、11.6 km2（4.5 mi2、水域率 42.18%）が水地である。

### 気候
西岸海洋性気候の気候区分に属す。冬の気温はアストリアの緯度にしては穏やかで氷点下になることもあまりない。夏は涼しいが、短期的に猛暑に見舞われることもある。雨量は晩秋から冬にかけて最も多く、晩夏に最も少ない。降雪は比較的稀であるものの、冬季に微量の降雪が時折見られる。
| オレゴン州アストリアの気候 | オレゴン州アストリアの気候 | オレゴン州アストリアの気候 | オレゴン州アストリアの気候 | オレゴン州アストリアの気候 | オレゴン州アストリアの気候 | オレゴン州アストリアの気候 | オレゴン州アストリアの気候 | オレゴン州アストリアの気候 | オレゴン州アストリアの気候 | オレゴン州アストリアの気候 | オレゴン州アストリアの気候 | オレゴン州アストリアの気候 | オレゴン州アストリアの気候 |
| 月                         | 1月                        | 2月                        | 3月                        | 4月                        | 5月                        | 6月                        | 7月                        | 8月                        | 9月                        | 10月                       | 11月                       | 12月                       | 年                         |
| -------------------------- | -------------------------- | -------------------------- | -------------------------- | -------------------------- | -------------------------- | -------------------------- | -------------------------- | -------------------------- | -------------------------- | -------------------------- | -------------------------- | -------------------------- | -------------------------- |
| 最高気温記録 °C （°F）     | 19 (67)                    | 22 (72)                    | 23 (73)                    | 28 (83)                    | 33 (91)                    | 34 (93)                    | 38 (100)                   | 36 (96)                    | 35 (95)                    | 29 (85)                    | 22 (71)                    | 18 (64)                    | 38 (100)                   |
| 平均最高気温 °C （°F）     | 8.9 (48.1)                 | 10.4 (50.8)                | 11.8 (53.3)                | 13.4 (56.1)                | 16 (60)                    | 17.6 (63.6)                | 19.6 (67.2)                | 20.2 (68.3)                | 19.7 (67.5)                | 16 (61)                    | 11.7 (53.1)                | 9.1 (48.4)                 | 15.8 (60.5)                |
| 平均最低気温 °C （°F）     | 2.6 (36.7)                 | 3.1 (37.6)                 | 3.7 (38.6)                 | 4.9 (40.8)                 | 7.4 (45.4)                 | 9.9 (49.8)                 | 11.6 (52.9)                | 11.8 (53.2)                | 9.7 (49.5)                 | 6.7 (44.1)                 | 4.5 (40.1)                 | 2.8 (37.1)                 | 6.6 (43.8)                 |
| 最低気温記録 °C （°F）     | −12 (11)                   | −13 (9)                    | −6 (22)                    | −2 (29)                    | −1 (30)                    | 3 (37)                     | 4 (39)                     | 4 (39)                     | 1 (33)                     | −3 (26)                    | −9 (15)                    | −14 (6)                    | −14 (6)                    |
| 降水量 mm （inch）         | 244.3 (9.62)               | 199.9 (7.87)               | 187.2 (7.37)               | 125.2 (4.93)               | 83.3 (3.28)                | 65.3 (2.57)                | 29.5 (1.16)                | 30.7 (1.21)                | 66.3 (2.61)                | 142.5 (5.61)               | 267 (10.5)                 | 264 (10.4)                 | 1,705.1 (67.13)            |
| [ 要出典 ]                 |                            |                            |                            |                            |                            |                            |                            |                            |                            |                            |                            |                            |                            |

## 人口動静
以下は2000年国勢調査による人口統計データである。
| - 人口: 9,813人 - 世帯数: 4,235世帯 - 家族数: 2,469家族 - 人口密度: 617.1人/km²（1,597.6人/mi²） - 住居数: 4,858軒 - 住居密度: 305.5軒/km²（790.9軒/mi²） 人種別人口構成 - 白人: 91.08% - アジア人: 1.94% - アフリカン・アメリカン: 0.52% - ネイティブ・アメリカン: 1.14% - 太平洋諸島系: 0.19% - その他の人種: 2.67% - 混血: 2.46% - ヒスパニック・ラテン系: 5.98% 祖先構成 - ドイツ系: 14.2% - アイルランド系: 11.4% - イングランド系: 10.2% - アメリカ系: 8.3% - フィンランド系: 6.1% - ノルウェー系: 5.6% - スコットランド系: 5.4% | 年齢別人口構成 - 18歳未満: 24.0% - 18-24歳: 9.1% - 25-44歳: 26.4% - 45-64歳: 24.5% - 65歳以上: 15.9% - 年齢の中央値: 38歳 - 性比（女性100人あたり男性の人口） - 総人口: 92.3 - 18歳以上: 89.9 世帯と家族（対世帯数） - 18歳未満の子供がいる: 28.8% - 結婚・同居している夫婦: 43.5% - 未婚・離婚・死別女性が世帯主: 11.2% - 非家族世帯: 41.7% - 単身世帯: 35.4% - 65歳以上の老人1人暮らし: 13.6% - 平均構成人数 - 世帯: 2.26人 - 家族: 2.93人 収入と家計 - 収入の中央値 - 世帯: 33,011米ドル - 家族: 41,446米ドル - 性別 - 男性: 29,813米ドル - 女性: 22,121米ドル - 人口1人あたり収入: 18,759米ドル - 貧困線以下 - 対人口: 15.9% - 対家族数: 11.6% - 18歳未満: 22.0% - 65歳以上: 9.6% |

## 教育

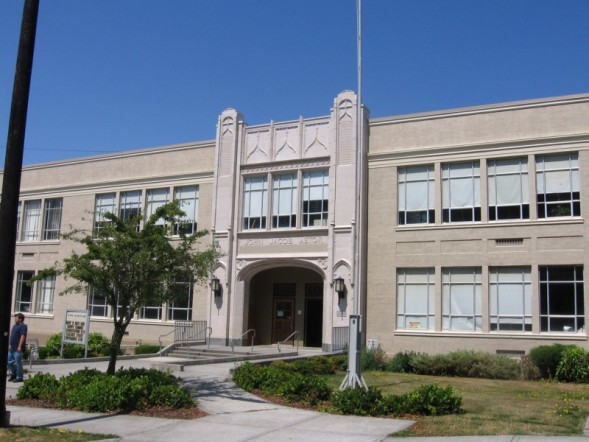
ジョン・ジェイコブ・アスター小学校

初等・中等教育はアストリア公立学校区が管轄しており、下記の4校が所属している。
- ジョン・ジェイコブ・アスター小学校（幼稚園 - 2年生）
- ルイス・アンド・クラーク小学校（3年生 - 5年生）
- アストリア中学校（6年生 - 8年生）
- アストリア高等学校（9年生 - 12年生）

## メディア
- ザ・デイリー・アストリアン
- KMUN
- KAST AM/FM

## 大衆文化におけるアストリア
「シャンハイド・イン・アストリア」というアストリアの歴史をテーマにしたミュージカルがあり、1984年からアストリアで毎年上演されている。
アストリアは1985年の映画「グーニーズ」の舞台となり、実際に現地で撮影が行われた。アストリアで撮影が行われた他の映画に、「オーバーボード」、「ショート・サーキット」、「ワイルド・ブラック/少年の黒い馬」、「キンダガートン・コップ」、「フリー・ウィリー」、「フリー・ウィリー2：ジ・アドベンチャー・ホーム」、「ティーンエイジ・ミュータント・ニンジャ・タートルズ III」、「ベンジ・ザ・ハンテッド」、「ザ・リング」、「ザ・リング2」、「イントゥ・ザ・ワイルド」、「ザ・ガーディアン」、「クトゥルフ」などがある。
1960年代初頭のテレビシリーズ「ルート66」のエピソード"One Tiger to a Hill"はアストリアで撮影された。このエピソードは1962年9月21日に放送された。
ロックバンド「アタリス」のアルバム「So Long, Astoria」には、アストリアの市内を描写したカバーアートとタイトルソングが収められている。
アストリアは、アリエル・ゴアの小説「The Traveling Death and Resurrection Show」の最初の舞台だった。
ニール・スティーヴンスンの小説「スノウ・クラッシュ」ではアストリアへの言及があり、U.S.S.エンタープライズへ行くために当時最も適した場所であるとして扱われた。
アストリアは映画「南極物語」でも登場している。この作品では、登場人物のジェリー・シェパードが住んでいる町として描かれている。また、最近では沿岸警備隊を描いたケビン・コスナー主演の映画「ザ・ガーディアン」でも登場した。
1955年のモンスター映画「It Came from Beneath the Sea」でもアストリアは描かれている。作中では、海軍がモンスター（巨大なタコ）を追跡してアストリアまで訪れる。アストリアではモンスターが浜辺で人々を襲い、砂浜に吸盤の痕跡を残す、というストーリーになっている。

## その他の名所

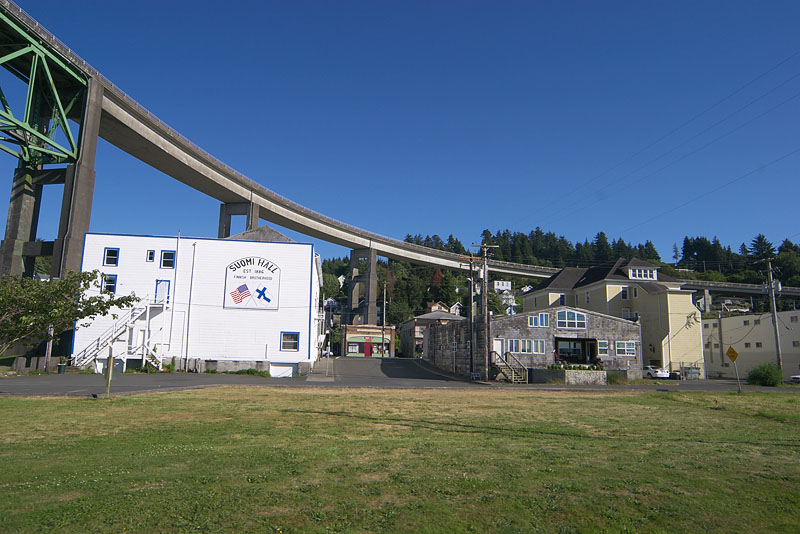
スオミ・ホール。フィンランド系などスカンジナビア系アメリカ人の集会所で、アストリア＝メグラー橋の麓にある。

- コロンビア川海事博物館
- ピーター・アイアデール号の残骸
- アストリア地域空港
- クラトソップ砂嘴
- アストリア沿岸警備隊飛行場

## 姉妹都市
国際姉妹都市協会（Sister Cities International）によって承認された姉妹都市は以下の通りである。
- ヴァルドルフ（ドイツ）

## 関連書籍
- MacGibbon, Elma (1904). Leaves of knowledge. Shaw & Borden Co Elma MacGibbons reminiscences about her travels in the United States starting in 1898, which were mainly in Oregon and Washington. Includes chapter "Astoria and the Columbia River."